# Dimorphostylis valida
Dimorphostylis valida är en kräftdjursart som beskrevs av Hiroshi Harada 1960. Dimorphostylis valida ingår i släktet Dimorphostylis och familjen Diastylidae. Inga underarter finns listade i Catalogue of Life.